# Johann Nesen
Johann Nesen (* 25. April 1583; † 7. April 1654) war Zittauer Bürgermeister in den Jahren 1625, 1628, 1631, 1635, 1638, 1641, 1644, 1647, 1650 und 1653.

## Leben
Johann Nesen war der Sohn des Christoph Nesen (* 24. Dezember 1549 in Zittau; † 20. März 1598 ebd.), des Sekretärs des Bischofs von Bamberg, und Sabina Ansdorfferin. Christoph wiederum war ein Sohn Konrad Nesens aus dessen zweiter Ehe.
Johann Nesen besuchte das Gymnasium in Zittau, sein Studium absolvierte er in Wittenberg und in Jena. „Lange Jahre“ befand er sich dann „in juristischen Herrendiensten in Prag“.
1612 wurde er in Zittau Oberstadtschreiber bzw. Protonotar, 1618 kam er in den Rat. 1521 wurde er Schöffe, 1623 Stadtrichter, 1625 das erste Mal Bürgermeister, 1653, nach acht weiteren Amtsjahren, ein letztes Mal. Im Dreißigjährigen Krieg habe er Zittau „höchst ersprießlich[e]“ (ertragreiche) Dienste geleistet. Johann Niesen starb am 7. April 1654, möglicherweise noch als Bürgermeister. 
Nesen war in erster Ehe verheiratet mit Dorothea Emmerich, einer Tochter Hans Emmerichs, und in zweiter Ehe (11. Juli 1622) mit Dorothea Schnitter (* 1597 in Sohrneundorf; † 1676; Grabmal in Görlitz), Tochter Benjamin Schnitters des Älteren (* 1561; † 1631) bzw. Enkelin Onophrius Schnitters. Nach dem Tod seines Schwiegerbruders Benjamin Schnitter dem Jüngeren († 28. Dezember 1641) wurde Nesen Landesherr auf Großporitsch. Der aus Nesens erster Ehe entstammende Sohn Christoph (* 7. April 1618; † 18. Februar 1692), Richter im Jahr 1681, hinterließ mit Anna Regina Kißlingen fünf Söhne und sieben Töchter. Die aus Johanns zweiter Ehe entstammende Tochter Sophia heiratete Bartholomäus Gehler, Görlitzer Bürgermeister.